# 大村純信
大村 純信（おおむら すみのぶ）は、江戸時代前期の大名。肥前国大村藩3代藩主。官位は従五位下・丹後守。

## 略歴
元和4年（1618年）、肥前国大村藩2代藩主・大村純頼の長男として大村に誕生した。幼名は松千代。母は松浦頼直（大村頼直）の養女（実父は家臣の楠本右衛門）。
ところが父・純頼は、理由は定かではないが当初この子を誕生させずに堕胎するよう命じた。しかし家老の大村純勝はこれを密かに出産させ純頼を説得。松千代は助命されるに至ったが、江戸幕府へは出生について無届けであった。
元和5年（1619年）11月に父の純頼が28歳で早世し、公式には嗣子が無かった大村藩は改易の危機となった。そこで藩内では、遺児・松千代を純頼が末期養子に迎えたように装い、近隣大名や幕閣を説得にかかった。家臣の純勝と富永忠清は、わずか2歳の松千代を擁して同年12月10日に大村を発ち、翌元和6年（1620年）正月21日に江戸に到着、幕府に松千代による相続を訴えた。この時、純勝は老中から幕臣に取り立てる話を受けたがこれを断り、執拗にあくまで主家の存続を訴えた。同年5月15日、松千代の家督相続は認められ、大村藩3代藩主となった。この功により純勝とその子孫には、主家と同じ家紋の使用許可と大年寄の地位が代々与えられた。母の養父・松浦頼直も大村姓を与えられ、以降両家は江戸時代を通して、藩主家の分家という扱いを受けた。
同年、藩は先代の純頼の時に命じられていた大坂城の石垣修築普請を行う。寛永5年（1628年）、タイオワン事件のオランダ人捕虜を幕命で預かることになり、牢の管理を行った。
寛永8年（1631年）の領内検地では表高2万7900石余に対し実高4万2730石を打ち出し、藩の直轄領もその過半を越している。しかし、長崎御用役や江戸での出費により藩財政は苦しく、親類大名からの借金や家臣からの上米をおこなって凌いでいる。
寛永14年（1637年12月11日）10月末に起こった島原の乱には病のため参加できず、純勝が兵を率いて長崎を警固した。
慶安3年（1650年）5月に嗣子のないまま33歳で死去。大村藩は再び改易の危機に瀕することとなった。家中で議論は割れたが、正室であった松の兄弟である大村純長（伊丹勝長の四男）が末期養子となることで、その危機を脱した。

## 系譜
父母
- 大村純頼（父）
- 大村頼直の養女 ー 楠本右衛門の娘（母）

正室
- 松 ー 伊丹勝長の娘

養子
- 大村純長 ー 伊丹勝長の四男